# Felícita Yolanda Peralta Chávez
Felícita Yolanda Peralta Chávez es una docente peruana que se desempeña como la rectora de la Universidad Privada Antenor Orrego desde el 2015. Ella ha sido elegida dos veces seguidas en el cargo.

## Biografía
Yolanda Peralta es doblemente rectora de la Universidad Privada Antenor Orrego. Fue elegida durante el período 2015 - 2020 y luego ha sido reelegida para seguir en el cargo de rectora para el período 2020-2025. Ella es fundadora de la UPAO. Antes de ser rectora fue decana de la Facultad de Ciencias Económicas de la misma universidad y ha sido una docente que ha presidido el Conglomerado de universidades del Norte del Perú (CRI Norte).

## Distinciones
El 8 de agosto del 2021 fue distinguida como Ciudadana ilustre de la Municipalidad Provincial de Trujillo, Perú por su labor y gestión en la lucha y prevención contra la COVID–19 en la zona norte del Perú. También, se le reconoce por llevar adelante el ser la primera institución en el norte peruano de instalar un centro de vacunación y vacunacar en el estacionamiento del teatro dela universidad.
El 17 de septiembre de 2021, la Comisión de Educación, Juventud y Deporte del Congreso de la República del Perú distingue el liderazgo, la representatividad y el protagonismo de la rectora de la UPAO y de 12 rectoras mujeres peruanas de instituciones de educación superior. Entre ellas destacanː Jeri Ramón Ruffner, rectora de la Universidad Nacional Mayor de San Marcos; Lidia Asencios Trujillo, rectora de la Universidad Nacional de Educación Enrique Guzmán y Valle; Patricia Julia Campos Olazábal rectora de la Universidad Católica Santo Toribio de Mogrovejo; Di-Yanira Bravo Gonzales, rectora de la Universidad Andina del Cusco.